# Graeme Crosby
Graeme Crosby (ur. 4 lutego 1955 roku) – nowozelandzki motocyklista.

## Kariera
Graeme karierę rozpoczął w 1974 roku w krajowych mistrzostwach. Dwa lata później przeniósł się do Australijskich Superbike'ów, gdzie był wyróżniającym się zawodnikiem.
W roku 1980 Crosby zadebiutował w najwyższej kategorii 500 cm³, w MMŚ. Reprezentując ekipę Heron-Suzuki, wystartował w siedmiu wyścigach. Czterokrotnie dojeżdżał w czołowej dziesiątce, a podczas ostatniej rundy o GP Niemiec zajął drugie miejsce. Zdobyte punkty sklasyfikowały go na 8. pozycji. Na motocyklu japońskiej marki osiągnął również inne sukcesy, w postaci zwycięstwa w prestiżowych zmaganiach Isle of Man TT Senior oraz 8-godzinnym wyścigu na torze Suzuka.
W kolejnym sezonie w wyścigach Grand Prix, Nowozelandczyk czterokrotnie plasował się w czołowej trójce oraz trzykrotnie startował z pole position. W klasyfikacji końcowej znalazł się na 5. miejscu.
W 1982 roku Crosby nawiązał współpracę z zespołem Marlboro-Yamaha, prowadzonym przez legendę MMŚ Włocha Giacomo Agostiniego. Przed rozpoczęciem sezonu zwyciężył w Daytona 200. Pomimo kontuzji i absencji w dwóch rundach, Graeme miał bardzo udany rok, w którym został wicemistrzem świata. Pięciokrotnie stanął na podium, z czego czterokrotnie w ostatnich wyścigach sezonu. Jedyne pole position uzyskał na torze w Austrii. Po tym sezonie niespodziewanie zakończył swoją krótką karierę, w wyniku sfrustrowania polityką wewnętrzną zespołu. W swojej karierze triumfował również w Imoli 200.
Po zakończeniu kariery wyścigowej, Nowozelandczyk powrócił do swojego kraju, gdzie z sukcesem prowadził wiele firm motocyklowych. Zajmował się quadami, jak również z powodzeniem startował w wyścigach samochodów turystycznych na terenie Australii i Nowej Zelandii.
W 1995 roku Crosby trafił do New Zeland Sports Hall of Fame, natomiast dwanaście lat później do New Zeland Cup Hall of Fame. W 2010 roku wydał własną biografię pt. "CROZ - Biker Larrikin", która została opublikowana przez Harper Sport pod koniec sezonu.

### Statystyki liczbowe
System punktowy od 1969 do 1987:
| Pozycja | 1  | 2  | 3  | 4 | 5 | 6 | 7 | 8 | 9 | 10 |
| Punkty  | 15 | 12 | 10 | 8 | 6 | 5 | 4 | 3 | 2 | 1  |

| Rok  | Klasa   | Zespół          | Motocykl      | 1      | 2      | 3     | 4     | 5     | 6      | 7      | 8     | 9      | 10    | 11    | 12    | Punkty | Pozycja | Zwycięstwa |
| ---- | ------- | --------------- | ------------- | ------ | ------ | ----- | ----- | ----- | ------ | ------ | ----- | ------ | ----- | ----- | ----- | ------ | ------- | ---------- |
| 1980 | 500 cm³ | Heron-Suzuki    | Suzuki RG 500 | NAT NC | ESP 12 | FRA 5 | NED 8 | BEL 4 | FIN -  | GBR 13 | GER 2 |        |       |       |       | 29     | 8       | 0          |
| 1981 | 500 cm³ | Heron-Suzuki    | Suzuki RGB500 | AUT 2  | GER 13 | NAT 2 | FRA 3 | YUG 4 | NED NC | BEL 7  | RSM 3 | GBR NC | FIN 5 | SWE 5 |       | 68     | 5       | 0          |
| 1982 | 500 cm³ | Marlboro-Yamaha | Yamaha YZR500 | ARG NC | AUT 4  | FRA - | ESP 4 | NAT 3 | NED 4  | BEL -  | YUG 2 | GBR 3  | SWE 3 | RSM 3 | GER - | 76     | 2       | 0          |